# Gongora leucochila
Gongora leucochila là một loài thực vật có hoa trong họ Lan. Loài này được Lem. mô tả khoa học đầu tiên năm 1845.

## Hình ảnh

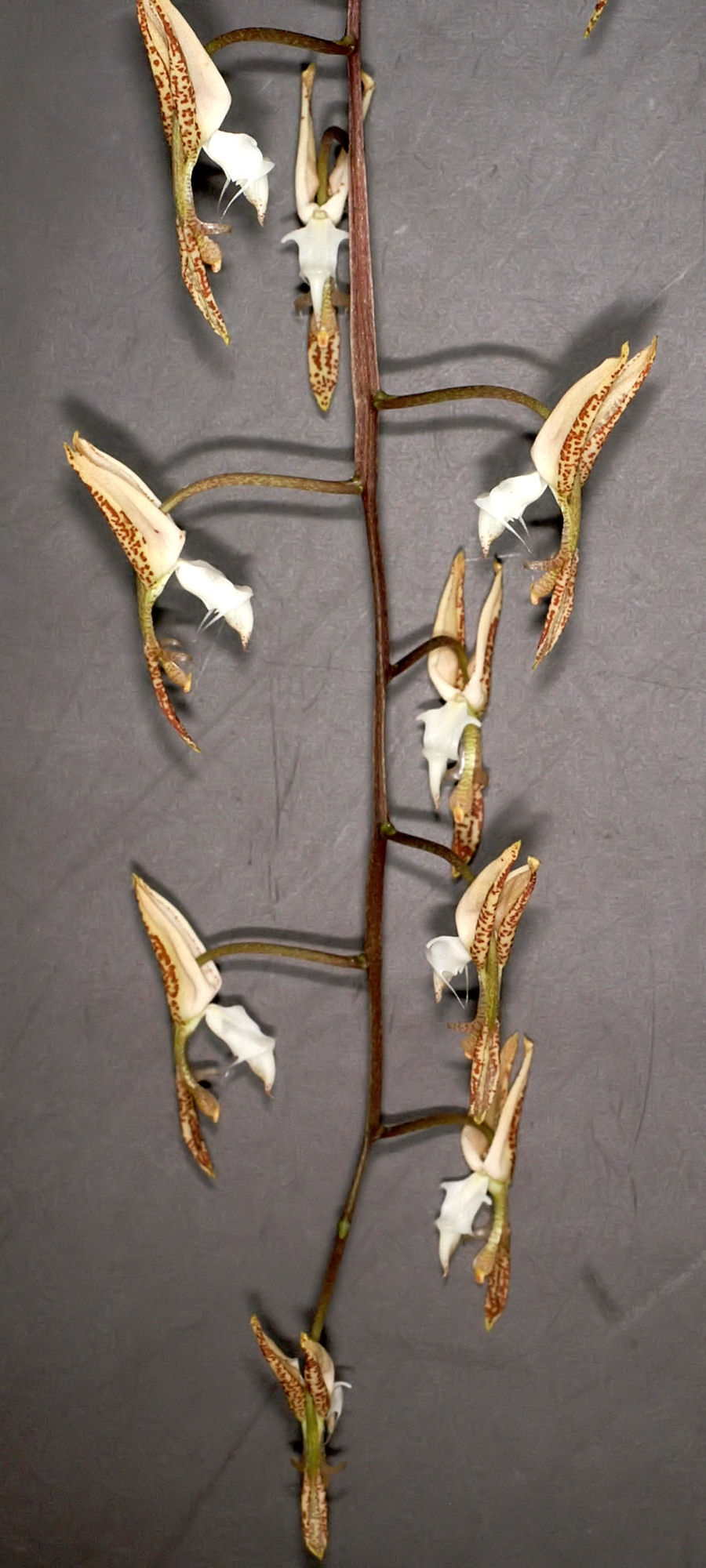
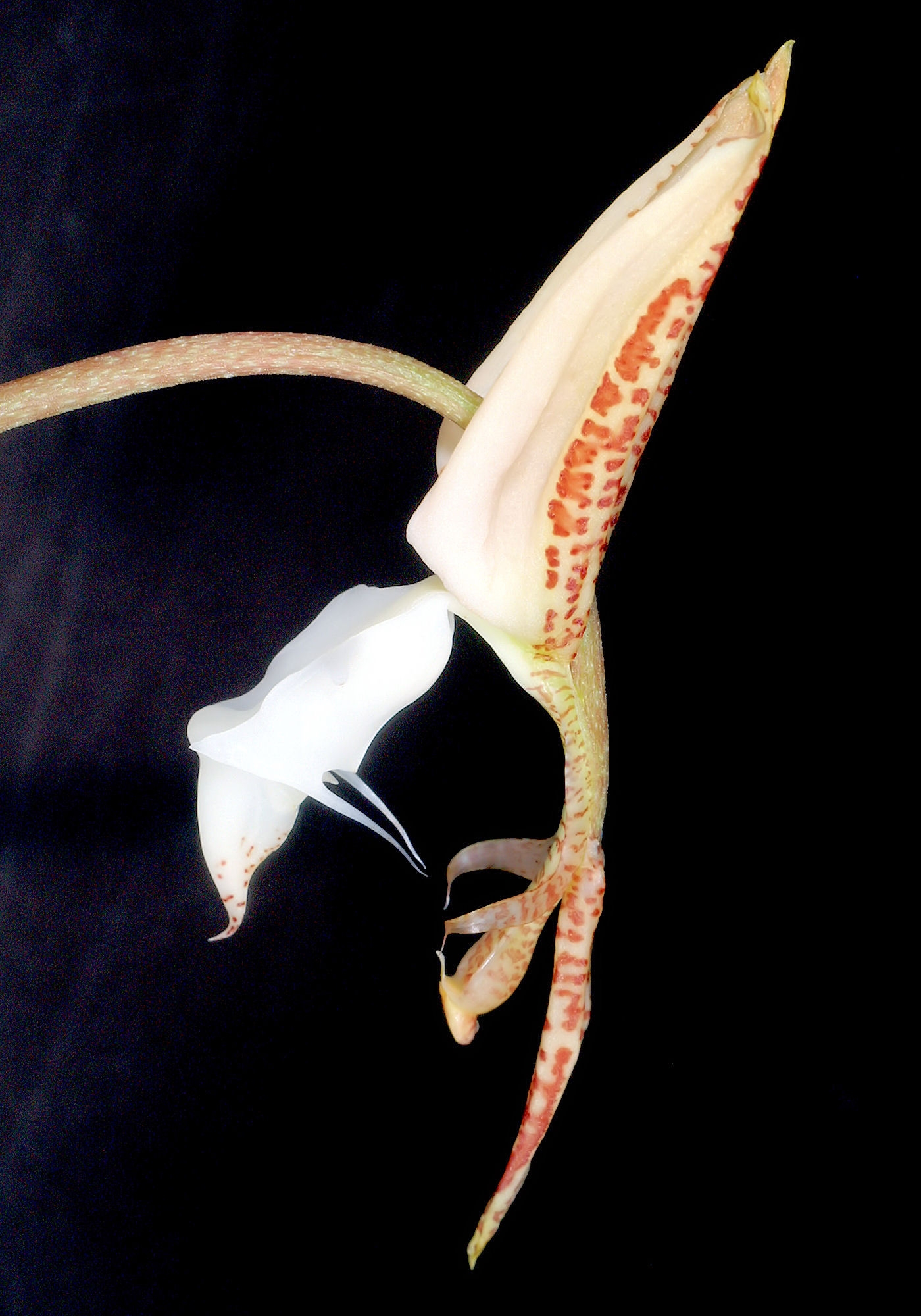
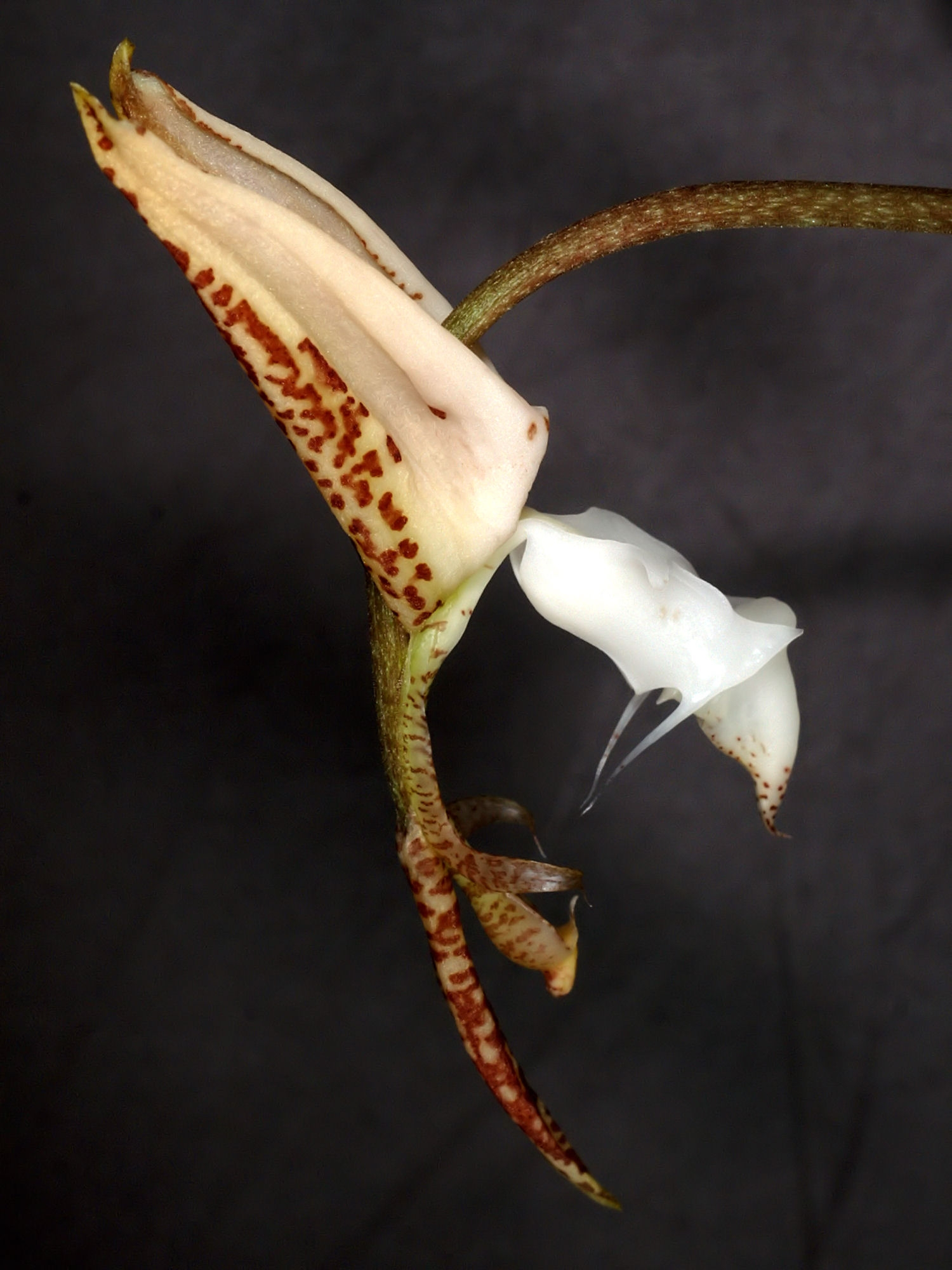